# Новокарасук (Омская область)
Новокарасук — село в Крутинском районе Омской области России. Административный центр Новокарасукского сельского поселения.

## Топоним
Прежние названия — Карасутская, Карасук, Ново-Карасук, по географическому расположению.

## География
Расположено на северном берегу озера Калыкуль. Первоначальное расположение — в излучине речки Карасук недалеко от впадения её в озеро Калыкуль.

## История
Основано в 1761 году под названием деревня Карасутская.
По ревизии 1763 года в деревне Карасук числится 45 лиц мужского пола и 40 лиц женского пола. Первопоселенцами и основателями деревни были семьи Смирнова Павла Ивановича, Горина Алексея Артемьевича, Горина Алексея Мосеевича, Молокова Ивана Сергеевича, Муромцева Кирилла Ивановича, Москвина Алексея Федоровича, Черноусова Федота Григорьевича и др.
В 1928 г. состояло из 255 хозяйств, основное население — русские. Центр Ново-Карасукского сельсовета Крутинского района Омского округа Сибирского края.

## Население
| 2010 |
| ---- |
| 1263 |

## Инфраструктура
Личное подсобное хозяйство с зоной сельскохозяйственного использования, индивидуальная застройка усадебного типа.
Основа экономики — сельское хозяйство. Птицеферма
Новокарасукская школа. Новокарасукский центральный Дом культуры.

## Транспорт
Остановка общественного транспорта «Новокарасук».